# Маркс, Харпо
Адольф Артур Маркс (англ. Adolph Arthur Marx), более известный как Харпо Маркс (англ. Harpo Marx, 23 ноября 1888 — 28 сентября 1964) — американский актёр, комик, арфист, участник комедийной труппы Братья Маркс.

## Ранние годы
Адольф Маркс родился в 1888 году в Нью-Йорке вторым ребёнком в семье еврейских иммигрантов из Эльзаса (отец) и Германии (мать). Мальчик вырос малообразованным, так как довольно рано вынужден был оставить школу из-за частых нападок учеников: для своих лет он был довольно маленького роста, а также являлся единственным евреем в классе. Как и его братья, он стал перебиваться случайными заработками, будь то работа в мясной лавке или подработка пианистом в борделе. Своё сценическое имя получил во время карточной игры, когда сдающий карты назвал его «Harpo» из-за умения играть на арфе (англ. harp). Сам Харпо получил арфу от матери. Держать инструмент должным образом он научился по найденному изображению ангела, играющего на арфе. Инструмент был настроен им на слух самостоятельно.
К 1911 году он уже сменил своё имя с Адольфа на Артур. Это было связано с тем, что он недолюбливал предыдущее имя и никак не относится к тому, что Харпо избегал ассоциаций с Гитлером, как впоследствии утверждали слухи.

## Кинокарьера
Харпо дебютировал в кино в 1921 году в ныне утерянном фильме «Humor Risk», а спустя четыре года сыграл в комедии «Слишком много поцелуев». Одним из первых широко известных фильмов актёра, в котором он снялся со своими братьями, стала лента «Кокосовые орешки», выпущенная в 1929 году. С наступлением Великой депрессии Харпо и братья, несмотря на собственные финансовые проблемы, всё же продолжали получать финансирование: так, к примеру, в 1930 году свет увидела известная кинолента «Воры и охотники» (1930). В перерывах между съёмками Харпо с братьями выступал на Бродвее.
Хотя персонажи Харпо были, как правило, «немыми», существуют и исключения. Так в одной из сцен фильма «В цирке» (1939), его герой чихает, после чего произносит Апчхи! (англ. «At-choo!»). Также подразумевается, что его персонаж поёт вместе со своими братьями в начальной сцене ленты 1931 года «Обезьяньи проделки».
В 1933 году актёр посетил Москву в качестве посла доброй воли. После вступления США во Вторую мировую войну Харпо колесил по миру, развлекая солдат собственными выступлениями. Он продолжал сниматься в кино и сыграл в таких фильмах, как «На Запад» (1940) и «Большой магазин» (1941). В 1949 году свет увидела кинокомедия «Счастливая любовь», фабула которой строилась на собственном рассказе Харпо. Появлялся он и на телевидении, снявшись в ряде телесериалов.

## Амплуа
Персонажи, исполняемые Харпо, обычно носят кудрявый рыжий парик, а также практически никогда не говорят. Объяснение подобной молчаливости его героев отсылает к ранним годам карьеры комика, когда Харпо с братьями выступал в водевилях. Родной дядя братьев, Аль Шин, не включил в сценарий, написанный специально для комик-труппы, никаких разговорных сцен для Харпо, мотивируя это тем, что актёру прекрасно удаётся пантомима. Однако в итоге Харпо настоял на том, что его персонаж не будет немым. После выступления, состоявшемся в Шампейне (Иллинойс), он получил ряд отзывов о своей игре, в которых критики положительно высказывались о его мимике, однако также указывали на неуместность наличия сцен с речью у его героя, которые, по их мнению, лишь портили общее впечатление от созданного им образа. С тех пор Харпо не произнёс ни слова ни на сцене, ни перед камерой.
Существует также легенда, рассказанная Граучо Марксом, гласящая, что играя в одном из театров, братья разошлись с управляющим в вопросе о сумме их заработка. В итоге требуемая сумма ими всё же была получена, но выплачена она была мешками с мелочью, которые опаздывающим на поезд братьям пришлось тащить на себе. Напоследок Харпо крикнул, что желает театру сгореть дотла. Что и произошло следующей ночью. Граучо отмечал, что с тех пор голос Харпо, как и топор за кулисами каждого театра, используется лишь в чрезвычайных ситуациях.

## Личная жизнь
В сентябре 1936 года Харпо женился на актрисе Сьюзен Флеминг. В отличие от других братьев, его брак оказался пожизненным. У семейной пары было четверо детей: Билл, Алекс, Джимми и Минни.

## Смерть
Харпо Маркс умер 28 сентября 1964 в возрасте 75 лет после операции на открытом сердце, последовавшей за сердечным приступом. Незадолго до этого, в 1961 году, им была выпущена автобиография, озаглавленная как «Говорит Харпо» (англ. Harpo Speaks).

## Избранная фильмография
| Год       |     | Русское название       | Оригинальное название | Роль                  |
| --------- | --- | ---------------------- | --------------------- | --------------------- |
| 1921      | кор |                        | Humor Risk            | Уотсон                |
| 1925      | ф   | Слишком много поцелуев | Too Many Kisses       | Деревенский Питер Пэн |
| 1929      | ф   | Кокосовые орешки       | The Cocoanuts         | Харпо                 |
| 1930      | ф   | Воры и охотники        | Animal Crackers       | Профессор             |
| 1931      | ф   | Обезьяньи проделки     | Monkey Business       | Харпо                 |
| 1932      | ф   | Лошадиные перья        | Horse Feathers        | Пинки                 |
| 1933      | ф   | Утиный суп             | Duck Soup             | Пинки                 |
| 1935      | ф   | Вечер в опере          | A Night at the Opera  | Томассо               |
| 1937      | ф   | День на скачках        | A Day at the Races    | Стаффи                |
| 1938      | ф   | Обслуживание           | Room Service          | Энгланд               |
| 1939      | ф   | В цирке                | At the Circus         | Панчи                 |
| 1940      | ф   | На Запад               | Go West               | Расти Панелло         |
| 1941      | ф   | Большой магазин        | The Big Store         | Уэкки                 |
| 1943      | ф   | Солдатский клуб        | Stage Door Canteen    | в роли самого себя    |
| 1946      | ф   | Ночь в Касабланке      | A Night in Casablanca | Расти                 |
| 1949      | ф   | Счастливая любовь      | Love Happy            | Харпо                 |
| 1951—1957 | с   | Я люблю Люси           | I Love Lucy           | Харпо                 |
| 1957      | ф   | История человечества   | The Story of Mankind  | Исаак Ньютон          |